# Distretto di Qūrmanǧazy
Il distretto di Qūrmanǧazy (in kazako: Құрманғазы ауданы) è un distretto (audan) del Kazakistan con  capoluogo Ganûškino.